# Elizabeth Pattey
Elizabeth Pattey es una investigadora científica canadiense senior en Agriculture and Agri-Food Canada (AAFC) y líder del laboratorio de micrometeorología en el Centro de Investigación y Desarrollo de Ottawa. Su investigación apoya la mejora a nivel nacional en el desempeño ambiental de la agricultura, en apoyo de la Convención Marco de las Naciones Unidas sobre el Cambio Climático y la Ley de Aire Limpio de Canadá.  Es coautora de más de 80 publicaciones científicas revisadas por pares, y sus áreas de experiencia incluyen técnicas de medición de flujo de gas traza, modelos basados en procesos y aplicaciones de detección remota.

## Biografía
Pattey se ha desempeñado como profesora adjunta en el Macdonald Campus de la Universidad de McGill, y fue examinadora externa de numerosas tesis doctorales en Canadá e internacionalmente.
Trabaja como investigadora científica en micrometeorología en AAFC en Ottawa y ha liderado varias iniciativas importantes de detección remota, incluido el primer proyecto financiado por la Agencia Espacial Canadiense en AAFC. Ha representado a la AAFC en el Comité Interdepartamental del Espacio y en los asesores de Ciencia y Tecnología de la Embajada de Canadá, y ante muchas otras organizaciones.

## Carrera
Su investigación actual se centra en desarrollar y mejorar las técnicas de medición del flujo de gases traza para cuantificar las emisiones de gases de efecto invernadero (en particular, N 2 O , CH 4 y CO 2 ) y otros contaminantes del aire, como el amoníaco y las partículas en suspensión. Hizo un trabajo pionero en la técnica de acumulación de remolinos relajados para medir los flujos de gases traza. Ha contribuido a los esfuerzos internacionales para verificar los modelos basados en procesos para las emisiones de gases de efecto invernadero y la volatilización del amoníaco de fuentes agrícolas, y para asimilar los descriptores biofísicos utilizando datos de sensores remotos en los modelos de crecimiento de suelos y cultivos. En su investigación, evalúa el impacto de las prácticas de manejo beneficiosas en la calidad del aire y el impacto de las variaciones climáticas en la sostenibilidad de la producción de cultivos.  En otros proyectos, cuantificó el crecimiento de los cultivos y la biomasa en respuesta al clima y las condiciones del suelo utilizando técnicas de teledetección, micrometeorología y modelado, y cuantificó las emisiones de gases de efecto invernadero de las prácticas agrícolas a nivel de campo, granja y región utilizando técnicas micrometeorológicas e instrumentación láser.  También desarrolló descriptores biofísicos y procedimientos para asimilar datos de sensores remotos para obtener estimaciones de rendimiento y determinar prácticas de manejo agrícola específicas para el sitio. Participó activamente en el Estudio de Ecosistemas Boreales - Atmósfera (BOREAS) y midió los flujos de dióxido de carbono, metano e isopreno en el sitio Southern Old Black Spruce en Saskatchewan.

## Honores y premios
Fue elegida miembro de la Sociedad Canadiense de Meteorología Agrícola y Forestal (CSAFM) por sus contribuciones de por vida a la meteorología agrícola y forestal. Recibió el Premio Internacional Gerbier Mumm a la excelencia científica, OMM, en 2002 y de Graham Walker Memorial. Premio a la excelencia en agrometeorología, CSAM, en 1997.  Fue nombrada Presidenta del Equipo de Tareas sobre la Medición de Flujos en la Agricultura para la Organización Meteorológica Mundial - Comisión de AgroMeteorología (MMC).